# God Did (singolo Dj Khaled)
God Did ("Dio lo ha fatto") è un singolo del produttore statunitense DJ Khaled pubblicato come secondo estratto dall'omonimo tredicesimo album dell'artista, God Did, rilasciato per intero il 26 agosto 2022.
Il singolo vede la collaborazione di molteplici artisti, ossia Rick Ross, Lil Wayne, Jay-Z, John Legend e il produttore Fridayy.

## Antefatti
Poco prima di pubblicare il proprio album, DJ Khaled aveva rivelato di aver realizzato una canzone assieme Jay-Z, che ha ringraziato pubblicamente per la collaborazione.
Sul suo account Instagram, anche il produttore di Filadelfia Fridayy aveva pubblicato un post in cui anticipava al pubblico l'uscita di un disco realizzato "in trincea con alcuni artisti capitanati da DJ Khaled, per un budget di 1000 dollari".

## Descrizione
Questa canzone è la title track dell'album God Did, ed è stata pubblicata come singolo il 25 agosto 2022, ovvero il giorno precedente all'uscita dello stesso album di provenienza. La canzone è di genere hip hop e R&B, con sfumature gospel.
Essa inizia con DJ Khaled che parla e spiega che gli si spezza il cuore ripensando a tutte le persone che all'inizio della sua carriera si rifiutarono di supportarlo, e che l'unico che veramente credette in lui da subito fu Dio. Perciò rivolge la canzone proprio a tutti coloro che non credevano in lui.
Poi iniziano a rappare Rick Ross, nella prima strofa, e Lil Wayne, nella seconda. Il ritornello, cantato da John Legend, ruota invece attorno alle parole, che donano anche il titolo all'intera canzone: "They counted us out / They didn't think that we would make it, oh / They didn't believe in us / Oh, but I know God Did, God Did!" ("Ci hanno dato per spacciati / Non pensavano che ce l'avremmo fatta, oh / Non credevano in noi / Oh, ma io so che Dio l'ha fatto, Dio l'ha fatto!").
Infine Jay-Z esegue un lungo monologo rappato, di durata quattro minuti, in cui spiega la sua giovinezza difficile nel giro della droga e il successivo riscatto, fino a divenire un rapper di successo, il tutto accompagnato da Dio che gli ha donato la forza di andare avanti.

## Accoglienza

### Critica
La canzone è stata la più acclamata dell'intero album, ed è stata elogiata dalla critica musicale specialmente per il monologo recitato da Jay-Z.
Il New York Times ha recensito con tali parole: "God Did unisce una potente strofa di Rick Ross, un'eccellente strofa di Lil Wayne e cinque o sei strofe di Jay-Z in un 'barile', condito in sottofondo da tre note di pianoforte, un ritornello intonato da John Legend e i cori di Fridayy. Può sembrare banale, ma la varietà delle parole e il loro significato impegnato valorizza la canzone!".
Pitchfork ha invece commentato: "God Did è un esercizio di straordinaria eloquenza di otto minuti e mezzo da parte dei suoi autori: stridio di pneumatici, chitarra elettrica, il rullo compressore di Rick Ross che passa il testimone a Lil Wayne che a sua volta passa il testimone alle parole taglienti di Jay-Z, che rappa per quattro minuti consecutivi."

## Successo commerciale
Il singolo è stato certificato disco d'oro negli Stati Uniti, avendo superato le 500.000 vendite.

## Riconoscimenti
All'edizione dei Grammy Awards 2023, la canzone ha ricevuto tre candidature, tra cui quella per la canzone dell'anno, la miglior canzone rap e la miglior interpretazione rap.